# Успенский собор (Одесса)
Собо́р Успе́ния Пресвято́й Богоро́дицы — православный храм в Одессе, один из крупнейших на Украине. С 1932 года до закрытия в 1935/1936 году и с конца 1940-х годов по 2002 год был кафедральным храмом Одесской епархии УПЦ (МП).

## История
Нынешнее здание было заложено 17 июня 1855 года архиепископом Херсонским и Таврическим Иннокентием (Борисовым); завершено строительством в 1869 году и 13 апреля того же года освящено архиепископом Херсонским и Одесским Димитрием (Муретовым).
Двухэтажный храм построен на средства купцов Иакова и Николая Черепенниковых по проекту архитектора Луи Оттона.
В нижнем храме собора погребён архиепископ Херсонский и Одесский Никон (Петин), под руководством которого было осуществлено послевоенное восстановление храма.
17 ноября 1957 года в соборе была совершена епископская хиротония архимандрита Пимена (Извекова) — будущего патриарха Московского и всея Руси.
30 октября 2009 года решением Одесского областного Совета здание собора передано Одесской епархии Украинской православной церкви (Московского патриархата).

## Устройство и архитектура
Высота храма вместе с колокольней — 56 метров, вместимость 5000 человек.
Храм состоит из двух отделений: верхнего и нижнего, с тремя престолами в верхнем и двумя в нижнем.
Южный придел верхней церкви освящен в честь Покрова Пресвятой Богородицы; северный — в честь иконы Похвала Пресвятой Богородицы. Нижний храм освящен во имя Святителя Николая, его Южный придел — во имя трех Святителей: св. Василия Великого, св. Григория Богослова и св. Иоанна Златоуста
- Колокольня
- Колокольня
- Купола
- Наклонный барабан
- Интерьер

## Святыни
Почитаемая чудотворной Касперовская икона Божией Матери, впервые принесённая в Одессу в 1854 году из села Касперово.
До 2007 года здесь находились мощи святителя Иннокентия Херсонского (Борисова).
В нижнем храме — мощи праведного Ионы Одесского (Атаманского).